# بيتازول
بيتازول (والمعروف أيضًا باسم أميتازول) هو مضاد لمستقبلات الهستامين H2. ويُعرف بيتازول هيدروكلوريد باسم هستالوج و جاسترمين.
استُخدم بيتازول كمنشط للمعدة لاختبار الإنتاج الأقصى لإفرازات المعدة. يمكن استخدام الاختبار في تشخيص أمراض مثل متلازمة زولينجر إليسون حيث يكون هناك إنتاج زائد للحمض، وفي هذه الحالة يكون الدافع وراء الإفراط في إنتاج الغاسترين . يُقاس حجم إفراز الحمض بعد إعطاء البيتازول، حيث يكون التشخيص في حالة وجود أكثر من 60٪ من إفراز الحمض بعد التحفيز بالبيتازول. يمكن أن يؤدي هذا الإجراء إلى مضاعفات ويجب تجنبه في الأشخاص الذين يعانون من مرض الشريان التاجي. كما أنه يُستخدم في تشخيص التهاب المعدة بالاشتراك مع اختبار نشاط السيكرتين.
يستخدم بيتازول بمثابة منشط، ويُفضّل على الهستامين بسبب انتقائيته لمستقبلات H 2 وعدم حدوث آثار جانبية غير مرغوب فيها مثلما يحدث مع الهستامين. لذلك لا يتطلب الاستخدام المصاحب للمركبات المضادة للهستامين لمنع الآثار الجانبية الناتجة عن الهستامين.